# Monografie
Een monografie (van het Grieks μονογραφία, met γράφειν (gráphein), schrijven) is een wetenschappelijk boek of verhandeling over één onderwerp of een beperkte groep van samenhangende onderwerpen, in het algemeen geschreven door één auteur. Het is een uitgebreide bespreking van een specifiek onderwerp of persoon, met veel details en vaak bevat het een bibliografie. In een monografie streeft men ernaar een volledig overzicht van het onderwerp te geven.
Een bijzondere vorm is de biografie waarbij één persoon het onderwerp is.
Soms wordt ook in het Nederlands voor het begrip monografie de Engelse term single writing gebruikt.
Een monografie bevat geen uitgebreide index, het is geen naslagwerk. Wel bevat een monografie, net als iedere andere wetenschappelijke publicatie, noten en een literatuurlijst, bedoeld als verantwoording en bewijsmateriaal.
In de exacte wetenschappen spelen monografieën geen rol meer in de wetenschappelijke communicatie. Het verspreiden van onderzoeksresultaten en wetenschappelijke kennis gebeurt daar voornamelijk via tijdschriftartikelen. In de geesteswetenschappen spelen monografieën nog steeds een belangrijke rol.
In een bibliotheek is een monografie een eenmalige publicatie, in een of meer delen. Het verschilt daardoor van periodieke uitgaven zoals een serie boeken of een tijdschrift.